# هاتسیک (آرماویر)
هاتسیک (به ارمنی: Հացիկ) یک روستا در ارمنستان است که در استان آرماویر واقع شده‌است. در ۸ کیلومتری شمال غرب آرماویر، مرکز استان آرماویر واقع شده‌است. این شهرک در سال ۱۹۳۳ بنا شد و به افتخار کلیمنت ووراشیلوف سیاستمدار اهل شوروی «ایمنی وورشیلوفا» نامگذاری شد. بین سال‌های ۱۹۶۳ تا ۱۹۹۱ این شهرک «نائیری» نامیده می‌شد.

## خصوصیات
هاتسیک ۲٬۵۵۸ نفر جمعیت دارد و در ارتفاع ۸۸۰ متر بالاتر از سطح دریا قرار گرفته‌است.